# Molho de amêijoa
O molho de amêijoa (em inglês: Clam dip) é um molho e condimento preparado com amêijoas, creme de leite ou queijo cremoso e temperos como ingredientes principais. Vários ingredientes adicionais podem ser usados. Geralmente é servido gelado, embora às vezes seja servido quente ou em temperatura ambiente. É usado como molho para batatas fritas, biscoitos [en], pães e crudités [en]. Variedades comerciais de molho de amêijoa são produzidas em massa por algumas empresas e comercializadas para os consumidores em mercearias e supermercados.

## Histórico
No início da década de 1950, nos Estados Unidos, a primeira receita televisionada de molho de amêijoa apareceu no programa Kraft Music Hall, um programa de variedades de rádio e televisão transmitido pela NBC de 1933 a 1971. Depois que o segmento da receita foi ao ar, as amêijoas enlatadas na cidade de Nova York se esgotaram em 24 horas. Os ingredientes usados nessa receita eram amêijoas enlatadas picadas, cream cheese, suco de limão, molho Worcestershire, alho, sal e pimenta. O molho de amêijoa permaneceu popular durante as décadas de 1960 e 1970 nos EUA, época em que os molhos de amêijoa preparados e fabricados estavam disponíveis nos supermercados dos EUA. Como várias salsas à base de tomate ganharam mais popularidade entre os consumidores americanos a partir do final dos anos 1980 e 1990, a popularidade do molho de amêijoa e de molhos semelhantes feitos com creme azedo e cream cheese diminuiu.

## Preparo

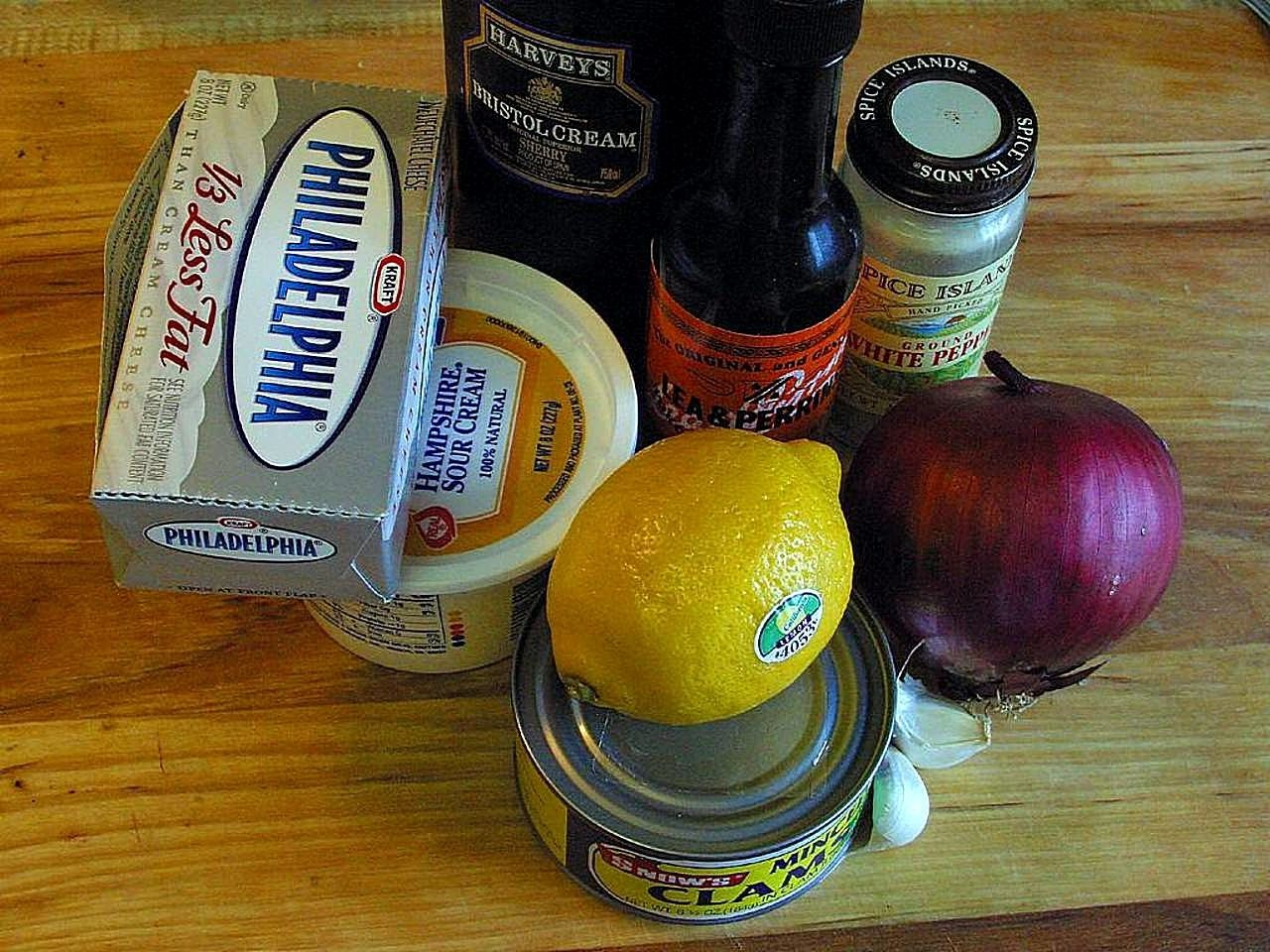
Ingredientes para preparar o molho de ameijôas

O molho de amêijoa é normalmente preparado com amêijoas picadas ou moídas, creme azedo ou queijo cremoso e vários temperos, e é geralmente servido frio. É usado como molho para batatas fritas, pães, biscoitos e crudités. Possui textura cremosa e podem ser usadas amêijoas enlatadas, cozidas e congeladas ou frescas, sendo que as últimas podem ser cozidas no vapor ou na panela. Os moluscos enlatados podem ser escorridos ou o líquido pode ser retido e usado como ingrediente. Após a refrigeração, o molho de amêijoa pode engrossar e o líquido dos moluscos enlatados pode ser usado para diluir o molho. Às vezes, o leite ou o creme de leite também são usados para diluir o molho de amêijoa. Quando refrigerado de um dia para o outro, os sabores dos ingredientes se misturam melhor, resultando em um molho mais saboroso. Às vezes, são usados moluscos defumados, o que confere um sabor defumado distinto ao molho. Os moluscos podem ser defumados na casca e depois picados.
Outros ingredientes podem ser usados, como suco de limão, molho Worcestershire, cebola, cebolinha, chalota, alho e molho de pimenta. Os ingredientes podem ser misturados em um processador de alimentos. Às vezes, é servido como um molho quente, que pode ser mantido quente em uma travessa, e o queijo derretido pode ser usado como ingrediente nas versões quentes. Às vezes, também é servido em temperatura ambiente. O molho de amêijoa pode ser servido em um pão oco, como massa lêveda. Pode ser acompanhado de ingredientes como salsa, cebolinha e páprica. Os crudités que acompanham o prato podem incluir pimentões vermelhos, cenouras, rabanetes e couve-flor, entre outros. O molho de amêijoa preparado pode ser conservado armazenando-o no freezer.

## Variedades comerciais

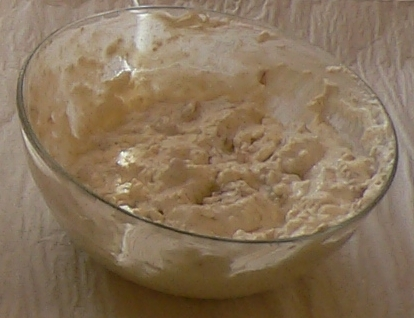
Vista de perto de um molho de amêijoa

Algumas empresas produzem em massa variedades comerciais de molho de amêijoa preparado e as comercializam para os consumidores em mercearias e supermercados. As variedades comerciais são normalmente embaladas em tubos de plástico. As misturas de molho de amêijoa preparado também foram fabricadas comercialmente e comercializadas para os consumidores. Um desses produtos vem embalado com creme azedo seco reconstituído com água.

## Valores nutricionais
Uma porção de uma colher de sopa de molho de amêijoa usando a receita que foi ao ar no início dos anos 1950 no programa Kraft Music Hall contém 71 calorias, 1 g de carboidratos, 5 g de proteína, 5 g de gordura total (com 3 g de gordura saturada), 25 mg de colesterol e 136 mg de sódio.